# Bagisara congesta
Bagisara congesta là một loài bướm đêm trong họ Noctuidae.